# Бормут, Робин
Робин Бормут (нем. Robin Bormuth; родился 19 сентября 1995 года, Грос-Рорхайм, Германия) — немецкий футболист, защитник клуба «Карлсруэ».

## Клубная карьера
Начал профессиональную карьеру в дюссельдорфской «Фортуне». 29 августа 2016 года в матче против «Кайзерслаутерна» он дебютировал во Второй Бундеслиге. 25 ноября в поединке против «Ганновера 96» Робин забил свой первый гол за «Фортуну». В 2018 году Бормут помог клубу выйти в элиту. 15 сентября в матче против «Хоффенхайма» он дебютировал в  Бундеслиге.